# هرکبود خوشادول
هرکبود خوشادول روستایی از توابع بخش مرکزی شهرستان ملکشاهی است.
این روستا در دهستان شوهان قرار دارد.